# Deutsche Akademie für Fernsehen

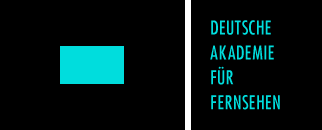
Logo der Deutschen Akademie für Fernsehen

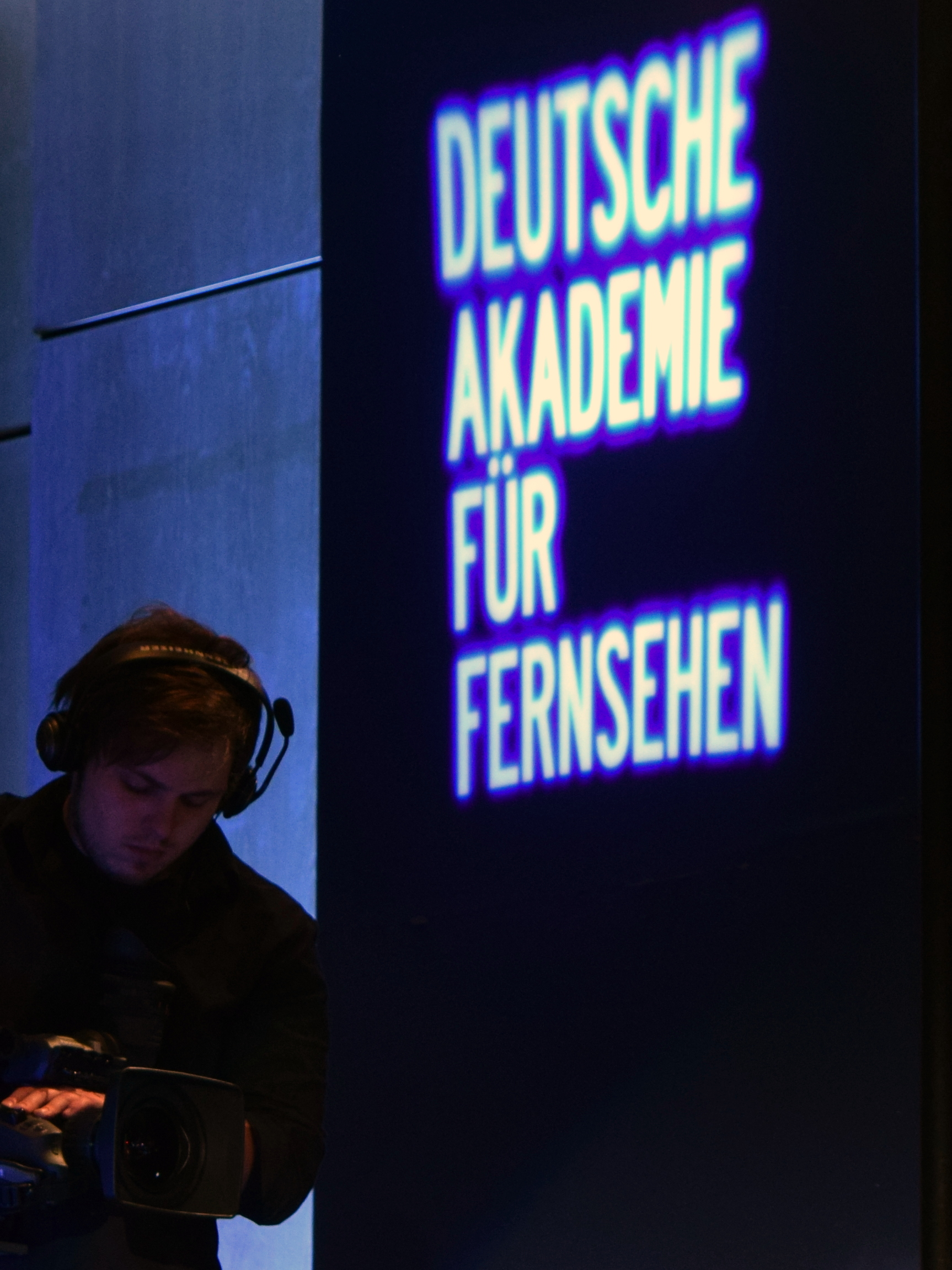
Das DAfF-Symposium 2015 im NRW Filmforum, Köln

Die Deutsche Akademie für Fernsehen e. V. (DAfF) wurde von Fernsehschaffenden aus den verschiedenen Bereichen der Fernsehproduktion im Dezember 2010 gegründet. Sie hat ihren Sitz in München und eine Geschäftsstelle in Berlin. Die DAfF ist der größte gewerkeübergreifende Zusammenschluss Deutschlands.

## Entstehung, Zweck und Aktivitäten
Laut Satzung ist ihr Zweck
- die Entwicklung des deutschen Fernsehens als wesentlichen Bestandteil der deutschen Kultur sowie der deutschen Kulturwirtschaft zu fördern und deren Vielfalt zu erhalten
- das Gespräch und den Austausch von Ideen und Erfahrungen zwischen den deutschen Fernsehschaffenden insbesondere auch zwischen freiberuflichen und in Sendern festangestellten anzuregen, zu stärken und zu pflegen
- den Diskurs zu inhaltlichen und wirtschaftlichen Aspekten des deutschen Fernsehens zu führen.

Den amtierenden Geschäftsführenden Vorstand stellen die Agentin Chun Mei Tan, die Casting-Direktorin Cornelia von Braun, der Drehbuchautor Jochen Greve, der Filmmusiker Michael Gajare und der Producer Stephan Ottenbruch aus dem Bereich Fernseh-Unterhaltung. Das Amt der Schatzmeisterin bekleidet Cornelia von Braun. 
Der Produzent Gerhard Schmidt ist Gründungsvater, ehemaliger Präsident und seit 2022 Ehrenmitglied der Akademie.
Derzeit hat die Akademie 23 Sektionen (u. a. Regie, Drehbuch, Musik, Dokumentarfilm, Schauspiel, Bildgestaltung, Tongestaltung). Die Mitgliederanzahl liegt bei rund 800. Einmal im Monat findet eine Sitzung aller Sektionsvorstände statt.
Laut dem Vorstand Jochen Greve war eine der Gründungsabsichten, dass man „das Fernsehen nicht allein den Sendern überlassen“ dürfe. Beabsichtigt sei vielmehr: „Wir wollen eine Stimme der Kreativen sein. Wir wollen den Leuten Würde geben.“
Im Mai 2018 beteiligte sich der Verein an der Einrichtung der Themis-Vertrauensstelle gegen sexuelle Belästigung und Gewalt. Die DAfF war im Jahre 2022 an der Gründung von IN-Film beteiligt. Die DAfF unterstützt die Initiative Netzwerk Film & Demokratie.

## Auszeichnung durch die DAfFNE
Seit 2013 verleiht der Verein jährlich eine Auszeichnung für Leistungen in allen Gewerken der Fernsehproduktion. Jede Sektion der Akademie kann einen Preis in ihrem Metier nominieren. Die Sektion Schauspiel kann Preise in vier Kategorien nominieren: Beste Schauspielerin in einer Hauptrolle, Bester Schauspieler in einer Hauptrolle, Beste Schauspielerin in einer Nebenrolle und Bester Schauspieler in einer Nebenrolle. Die Ausgezeichneten werden von allen Mitgliedern der Akademie gewählt.
Seit der Mitgliederversammlung im Februar 2022 trägt die Auszeichnung den Namen DAfFNE. Die Auszeichnungsskulptur mit dem gleichen Namen wurde vom Szenenbildner und Vorstandsmitglied Frank Godt (im Jahre 2012) entworfen.
Die Ausgezeichneten mit der DAfFNE seit 2013 waren:

### Bildgestaltung
- 2013: Thomas Benesch für Mord in Eberswalde
- 2014: Holly Fink für Spreewaldkrimi: Mörderische Hitze
- 2015: Kolja Brandt für Nackt unter Wölfen
- 2016: Jakub Bejnarowicz für Auf kurze Distanz
- 2017: Eeva Fleig für Blaumacher
- 2018: Nikolaus Summerer für Dark
- 2019: Philipp Haberlandt für Beat[6]
- 2020: Alexander Fischerkoesen für Play[7]
- 2021: Matthias Bolliger für Para – Wir sind King[8]
- 2022: Kolja Brandt und Jann Doeppert für Blackout; Julian Hohndorf und Jan Prahl für Legal Affairs, Marcus Kanter für Schneller als die Angst[9]
- 2023: Martin Langer und Tobias Koppe für Kleo[10]
- 2024: Anne Bolick und Katharina Bühler für Oh Hell, Staffel 2[11]

### Casting
- 2013: Sarah Lee und Nina Haun für Unsere Mütter, unsere Väter
- 2014: Heta Mantscheff für Weissensee, 2. Staffel
- 2015: Marc Schötteldreier für Vorsicht vor Leuten
- 2016: Ulrike Müller für Mitten in Deutschland: NSU – Die Opfer – Vergesst mich nicht
- 2017: Iris Baumüller für 4 Blocks
- 2018: Anja Dihrberg für Bad Banks
- 2019: Daniela Tolkien für Der Pass
- 2020: Cornelia Mareth, Maria Rölcke, Esther Kling, Vicki Thomson für Unorthodox
- 2021: Sandra Köppe für Unbroken
- 2022: Susanne Ritter für King of Stonks
- 2023: Dorothee Weyers für Bonn – Alte Freunde, neue Feinde
- 2024: Liza Stutzky und Berti Caminneci für Die Zweiflers

### Dokumentarfilm
- 2013: Eric Schulz für Karajan – Das zweite Leben
- 2014: Martin Farkas und Dominik Graf für Es werde Stadt! 50 Jahre Grimme Preis in Marl
- 2015: John Goetz und Poul-Erik Heilbuth für Jagd auf Snowden – Wie der Staatsfeind die USA blamierte
- 2016: Birgit Schulz und Luzia Schmid für Zum Glück Deutschland – Ein anderer Blick auf unser Land
- 2017: Till Schauder und Christoph Menardi für Glaubenskrieger
- 2018: Katja Fedulova und Calle Overweg für Drei Engel für Russland – Glaube, Hoffnung, Liebe
- 2019: Regina Schilling und Thomas Kufus für Kulenkampffs Schuhe
- 2020: Annette Baumeister und Wilfried Huismann für Colonia Dignidad – Aus dem Innern einer deutschen Sekte[12]
- 2021: Carl Gierstorfer und Mareike Müller für Charité Intensiv: Station 43
- 2022: Volker Heise für Gladbeck – Das Geiseldrama
- 2023: Florian von Stetten für Stell dir vor, es ist Krieg…
- 2024: Regina Schilling für Diese Sendung ist kein Spiel – Die unheimliche Welt des Eduard Zimmermann

### Drehbuch
- 2013: Beate Langmaack für Blaubeerblau
- 2014: Thomas Kirchner für Spreewaldkrimi: Mörderische Hitze
- 2015: Michael Proehl für Tatort – Im Schmerz geboren
- 2016: Magnus Vattrodt für Ein großer Aufbruch
- 2017: Esther Bernstorff für Ein Teil von uns
- 2018: Dorothee Schön für Kästner und der kleine Dienstag
- 2019: Dietrich Brüggemann für Tatort: Murot und das Murmeltier
- 2020: Philip Koch und Hamid Baroua für Play
- 2021: Ruth Toma für Ruhe! Hier stirbt Lothar
- 2022: Laila Stieler für Tina mobil
- 2023: Silke Zertz für Laufen
- 2024: David Hadda, Juri Sternburg und Sarah Hadda für Die Zweiflers

### Fernsehjournalismus
- 2013: Monika Anthes und Eric Beres für Der Fall Mollath
- 2014: Monika Anthes und Edgar Verheyen für Deutschlands Ferkelfabriken
- 2015: Daniel Harrich und Ulrich Chaussy für Attentäter – Einzeltäter? – Neues vom Oktoberfestattentat
- 2016: Rainald Becker und Christian H. Schulz für Schattenwelt BND – Wie viel Geheimdienst braucht Deutschland?
- 2017: Christian Stücken für Die Story im Ersten: Der vertuschte Skandal
- 2018: Stephan Lamby und Egmont R. Koch für Bimbes – Die schwarzen Kassen des Helmut Kohl
- 2019: Frank Zintner für Re:- Dem Rechtsruck auf der Spur. Eine Zeitung sucht Antworten
- 2020: Edgar Verheyen für betrifft: Fleisch um jeden Preis – Was geschieht mit den Schweinen?
- 2021: Thilo Mischke und Anja Buwert für ProSieben Spezial–Rechts
- 2022: Felix Moeller für Jud Süß 2.0
- 2023: Anja Buwert, Thilo Mischke und Kosei Takasaki für ProSieben THEMA. Afghanistan im Griff der Taliban
- 2024: Jonas und David von Simplicissimus für Putins Bären – Die gefährlichsten Hacker der Welt

### Fernsehunterhaltung
- 2013: Frank-Markus Barwasser für Pelzig hält sich
- 2014: Anke Engelke für Anke hat Zeit
- 2015: Lutz Heineking Jr. für Endlich Deutsch!
- 2016: Tim Mälzer und Sven Steffensmeier für Kitchen Impossible
- 2017: Olli Schulz und Jan Böhmermann für Schulz und Böhmermann
- 2018: Maren Kroymann, Philipp Käßbohrer und Matthias Murmann für Kroymann
- 2019: Peter Wohlleben, Henning Gode, Bettina Böttinger für Der mit dem Wald spricht – unterwegs mit Peter Wohlleben
- 2020: Mai Thi Nguyen-Kim für Quarks
- 2021: Carolin Kebekus für Die Carolin Kebekus Show
- 2022: Anke Engelke, Joko Winterscheidt, Thomas Schmitt, Julia Mehnert und Katharina Karg für Wer stiehlt mir die Show?
- 2023: David Steinberger, Raphael Selter, Elena Münker, Simon Ostermann, Clemens Beier für Browser Ballett
- 2024: Sarah Bosetti (Buch/Moderation), Frank Hof (Regisseur), Nils Paulerberg, Christian Schier (Redaktion), Manuel Lorenz (Executive Producer) und Martin Danisch (Produzent) für Bosetti Late Night

### Filmschnitt
- 2013: Jens Klüber für Der Turm
- 2014: Tina Freitag für Spreewaldkrimi: Mörderische Hitze
- 2015: Ulf Albert für Altersglühen
- 2016: Claus Wehlisch für Polizeiruf 110 – Und vergib uns unsere Schuld
- 2017: Claudia Wolscht für Zielfahnder – Flucht in die Karpaten
- 2018: Janina Gerkens für Die Freibadclique
- 2019: Barbara Brückner für Tatort: Anne und der Tod
- 2020: Eva Schnare für Unterleuten – Das zerrissene Dorf
- 2021: Julia Karg und Kai Minierski für Das Geheimnis des Totenwaldes
- 2022: Janine Dauterich für Gladbeck: Das Geiseldrama
- 2023: Tina Freitag für Ramstein – Das durchstoßene Herz
- 2024: Renata Salazar Ivancan und Christoph Cepok für Liebes Kind

### Kostümbild
- 2013: Wiebke Kratz für Unsere Mütter, unsere Väter
- 2014: Monika Hinz für Weissensee, 2. Staffel
- 2015: Bettina Catharina Proske für Let’s go!
- 2016: Wiebke Kratz für Leberkäseland
- 2017: Gabriele Binder für Die Dasslers – Pioniere, Brüder und Rivalen
- 2018: Pierre-Yves Gayraud für Babylon Berlin
- 2019: Esther Amuser für Lotte am Bauhaus
- 2020: Justine Seymour für Unorthodox
- 2021: Min Sun Kim und Sarah Raible für Goldjungs
- 2022: Kaya Kürten für Oh Hell
- 2023: Natascha Curtius-Berger für Luden – Könige der Reeperbahn
- 2024: Alfred Mayerhofer für Kafka

### Maskenbild
- 2013: Gerhard Zeiss für Unsere Mütter, unsere Väter
- 2014: Jens Bartram, Judith Müller und Katja Schulze für Die Spiegel-Affäre
- 2015: Gerhard Zeiss & Silka Lisku für Tannbach – Schicksal eines Dorfes
- 2016: Astrid Weber und Hannah Fischleder für Die Akte General
- 2017: Jeanette Latzelsberger, Gregor Eckstein und Iris Peleira für Charité
- 2018: Heiko Schmidt, Kerstin Gaecklein und Roman Braunhofer (Special Effects Maske) für Babylon Berlin
- 2019: Delia Mündelein und Sonja Fischer-Zeyen für Aufbruch in die Freiheit
- 2020: Jens Bartram, Barbara Zschetzsche und Katja Schulze für Unorthodox
- 2021: Charlotte Chang und Katharina de Malotki für Barbaren
- 2022: Grit Kosse und Uta Spikerman für Honecker und der Pastor
- 2023: Georg Korpás für Luden – Könige der Reeperbahn
- 2024: Jens Bartram, Katja Schulze, Anne-Marie Walther und Francis Jadoul für Disko 76

### Musik
- 2013: Irmin Schmidt für Mord in Eberswalde
- 2014: Ralf Wienrich für Spreewaldkrimi: Mörderische Hitze
- 2015: Fabian Römer für Tannbach – Schicksal eines Dorfes
- 2016: Christoph Zirngibl für Neben der Spur – Amnesie
- 2017: Stefan Will und Marco Dreckkötter für 4 Blocks
- 2018: Tom Tykwer und Johnny Klimek für Babylon Berlin
- 2019: Ben Lukas Boysen und Paul Emmerich für Beat
- 2020: Martina Eisenreich für Spreewaldkrimi: Zeit der Wölfe
- 2021: Ralf Wienrich für Spreewaldkrimi: Totentanz
- 2022: Dürbeck & Dohmen für ZERV – Zeit der Abrechnung
- 2023: Andreas Pfeiffer für A Thin Line
- 2024: Petja Virikko und Marko Nyberg für Die Zweiflers

### Produktion
- 2013: Uli Putz und Jakob Claussen und Anja Föringer für Mobbing
- 2014: Thomas Kufus für 24h Jerusalem
- 2015: Michael Eckelt für Altersglühen
- 2016: Gabriela Sperl, Max Wiedemann, Quirin Berg und Sophie von Uslar für Mitten in Deutschland: NSU – (Die Trilogie)
- 2017: Max Wiedemann, Quirin Berg, Eva Stadler, Karsten Rühle, Anke Greifeneder und Hannes Heyelmann für 4 Blocks
- 2018: Lisa Blumenberg für Bad Banks
- 2019: Eva Kemme, Tobias Siebert, Florian Deyle und Philip Schulz-Deyle für Alles Isy
- 2020: Alexander van Dülmen und Stephan Wagner für Die Getriebenen
- 2021: Franziska An der Gassen für Kranke Geschäfte
- 2022: Carsten Kelber und Christian Ulmen für Die Discounter
- 2023: Amelie von Kienlin für Munich Games
- 2024: David Hadda und Martin Danisch für Die Zweiflers

### Redaktion/Producing
- 2013: Barbara Buhl für Im Netz
- 2014: Thomas Biehl, Solveig Willkommen und Birgit Brandes für Danni Lowinski, 5. Staffel
- 2015: Claudia Simionescu für Der Fall Bruckner
- 2016: Sascha Schwingel, Stefan Kruppa und Till Derenbach für Der Fall Barschel
- 2017: Anke Greifeneder für 4 Blocks
- 2018: Caroline von Senden, Alexandra Staib, Andreas Schreitmüller und Uta Cappel für Bad Banks
- 2019: Philipp Käßbohrer und Matthias Murmann für How to Sell Drugs Online (Fast)
- 2020: Cornelius Conrad, Claudia Simionescu und Birgit Titze für Play
- 2021: Antje Boehmert, Ute Beutler und Barbara Lohoff für Charité Intensiv: Station 43
- 2022: Nico Grein und Nadine Lewerenz für Das weiße Schweigen
- 2023: Rolf Bergmann, Franziska Schulz-Elmalih und Ulrike Gerster für Berlin – Schicksalsjahre einer Stadt
- 2024: Søren Schumann, Rolf Bergmann und Barbara Schmitz (Redaktion) für Capital B – Wem gehört Berlin?

### Regie
- 2013: Philipp Kadelbach für Unsere Mütter, unsere Väter
- 2014: Kai Wessel für Spreewaldkrimi: Mörderische Hitze
- 2015: Urs Egger für Der Fall Bruckner
- 2016: Christian Schwochow für Mitten in Deutschland: NSU – Die Täter-Heute ist nicht alle Tage
- 2017: Marvin Kren für 4 Blocks
- 2018: Hans-Christian Schmid für Das Verschwinden
- 2019: Isabel Kleefeld für Aufbruch in die Freiheit
- 2020: Philip Koch für Play
- 2021: Sven Bohse für Das Geheimnis des Totenwaldes
- 2022: Anne Zohra Berrached für Tatort: Das kalte Haus
- 2023: Laura Lackmann und Stefan A. Lukacs für Luden – Könige der Reeperbahn
- 2024: Anja Marquardt und Clara Zoë My-Linh von Armin für Die Zweiflers

### Schauspieler Hauptrolle
- 2013: Tom Schilling für Unsere Mütter, unsere Väter
- 2014: Roeland Wiesnekker für Spreewaldkrimi: Mörderische Hitze
- 2015: Hans-Michael Rehberg für SCHULD nach Ferdinand von Schirach: Schnee
- 2016: Nicholas Ofczarek für Tatort – Die Geschichte vom bösen Friederich
- 2017: Frederick Lau für 4 Blocks
- 2018: Barry Atsma für Bad Banks
- 2019: Thomas Schmauser für Der große Rudolph
- 2020: Felix Klare für Unschuldig
- 2021: Jens Harzer für Ruhe! Hier stirbt Lothar
- 2022: Fabian Hinrichs für ZERV – Zeit der Abrechnung
- 2023: Godehard Giese für Und dann steht einer auf und öffnet das Fenster
- 2024: Thorsten Merten für Nackt über Berlin

### Schauspielerin Hauptrolle
- 2013: Judy Winter für Mutter muss weg
- 2014: Christina Große für Neufeld, mitkommen!
- 2015: Ina Weisse für Ich will dich
- 2016: Dagmar Manzel für Besuch für Emma
- 2017: Rosalie Thomass für Eine unerhörte Frau
- 2018: Petra Schmidt-Schaller für Eine gute Mutter
- 2019: Anna Schudt für Aufbruch in die Freiheit
- 2020: Franziska Hartmann für Sterne über uns
- 2021: Aylin Tezel für Unbroken
- 2022: Lavinia Wilson für Legal Affairs; Lea Drinda für Becoming Charlie; Nadja Uhl für ZERV – Zeit der Abrechnung
- 2023: Jella Haase für Kleo
- 2024: Kim Riedle für Liebes Kind und Laura Tonke für Sexuell verfügbar

### Schauspielerin Nebenrolle
- 2013: Katharina Thalbach für Der Minister
- 2014: Barbara de Koy für Tatort: Am Ende des Flurs
- 2015: Angela Winkler für Das Gewinnerlos
- 2016: Stephanie Japp für Das Programm
- 2017: Sandra Hüller für Der Tatortreiniger – Özgür
- 2018: Désirée Nosbusch für Bad Banks
- 2019: Lena Urzendowsky für Der große Rudolph
- 2020: Victoria Mayer für Tage des letzten Schnees
- 2021: Dalila Abdallah für Herren
- 2022: Eleonore Weisgerber für Auf dem Grund
- 2023: Barbara Nüsse für Tatort: Abbruchkante
- 2024: Luise Heyer für Sörensen fängt Feuer

### Schauspieler Nebenrolle
- 2013: Christian Redl für Marie Brand und die offene Rechnung
- 2014: Peter Jordan für Polizeiruf 110 – Abwärts
- 2015: Ulrich Matthes für Bornholmer Straße
- 2016: Björn Meyer für Der Tatortreiniger – Pfirsichmelba
- 2017: Ronald Kukulies für Tatort – Borowski und das Fest des Nordens
- 2018: Albrecht Schuch für Bad Banks
- 2019: Hans Löw für Alles Isy
- 2020: Michael Wittenborn für Merz gegen Merz
- 2021: Waldemar Kobus für Goldjungs
- 2022: Ulrich Noethen für Die Wespe
- 2023: Henning Flüsloh für Luden – Könige der Reeperbahn
- 2024: Alessandro Schuster für Was wir fürchten

### Stunt
- 2013: Sandra Barger und Wanja Götz für Unsere Mütter, unsere Väter
- 2014: Christoph Domanski für Alarm für Cobra 11
- 2015: Ronnie Paul für Tatort – Wer Wind erntet, sät Sturm!
- 2016: Ronnie Paul für Zum Sterben zu früh
- 2017: Tobias Nied für Alarm für Cobra 11 – Phantomcode
- 2018: Dani Stein für Babylon Berlin
- 2019: Wanja Götz und Lisa Maria Potthoff für Sarah Kohr: Das verschwundene Mädchen
- 2020: Antje Rau für Rampensau
- 2021: Wanja Götz und Lisa Maria Potthoff für Sarah Kohr – Schutzbefohlen
- 2022: Marc Sieger für Blackout
- 2023: Daniela Stein, Ulrik Bruchholz und Billy Buff für Babylon Berlin – Staffel 4
- 2024: Rainer Werner und Team für Kleo, Staffel 2

### Szenenbild
- 2013: Thomas Stammer für Unsere Mütter, unsere Väter
- 2014: Frank Godt für Weissensee (2. Staffel)
- 2015: Jill Schwarzer für Bissige Hunde
- 2016: Lars Lange für Ku’damm 56
- 2017: Myrna Drews für Hedda
- 2018: Albrecht Konrad für Gladbeck und Udo Kramer für Dark
- 2019: Andrea Kessler für Aufbruch in die Freiheit
- 2020: Silke Fischer für Unorthodox
- 2021: Benedikt Herforth und Astrid Poeschke für Oktoberfest 1900
- 2022: Bettina Schmidt für Die Wespe
- 2023: Isabel von Forster für Kleo
- 2024: Merle Vorwald für Die Zweiflers

### Tongestaltung
- 2013: Jan Petzold (Ton) und Gerald Cronauer (Mischung) für Im Netz
- 2015: Thomas Warneke, Andreas Hintzsch und Clemens Grulich für Die Schneekönigin
- 2016: Eric Rueff, Frank Mareite, Stefan Kolleck und Malte Zurbonsen für Weinberg
- 2017: Tomáš Bělohradský, Thomas Neumann und Gregor Bonse für Der gleiche Himmel
- 2018: Patrick Veigel (Ton) und Florian Beck (Mischung) für Das Verschwinden
- 2019: Herbert Verdino (O-Ton), Nico Krebs (Mischung und Sounddesign) und Wolfi Müller (Geräuschemacher) für Der Pass
- 2020: Ed Cantú, Peter Hilcansky, Dominik Leube, Kath Pollard, Pavel Rejholec, David Titera und Manuel Vogt für Das Boot (Staffel 2)
- 2021: Robert Keilbar, Kirsten Kunhardt und Matthias Lempert für Louis van Beethoven
- 2022: Ed Cantú, Dominik Leube, Manuel Vogt, Philipp Bitter und Jörg Elsner für Almost Fly
- 2023: Frank Kruse, Alexander Buck, Matthias Lempert, Klaus-Peter Schmitt, Bernhard Joest, Stefan Soltau, Benjamin Hörbe für Babylon Berlin – Staffel 4
- 2024: Urs Krüger (Settonmeister), Kai Storck (Sound Design), Tobias Fleig (Mischtonmeister) für Sörensen fängt Feuer

### VFX/Animation
- 2015: Denis Behnke für Nackt unter Wölfen
- 2016: Denis Behnke für Starfighter – Sie wollten den Himmel erobern
- 2017: Jan Adamczyk und Denis Behnke für Der gleiche Himmel
- 2018: Robert Pinnow für Babylon Berlin
- 2019: Viktor Muller und Vít Komrzý für Das Boot
- 2020: Nicolas Leu, Dominik Trimborn, Bastian Hopfgarten, Sebastian Lauer und Korbinian Hopfner für Dark (Staffel 3)
- 2021: Patrick Busse, Rolf Mütze, Johanna Bischopink, Dirk Riesenfeld und Christian Laskawi für Oktoberfest 1900
- 2022: Jasmin Hasel, Falk Büttner, Markus Strehl, Andreas Tröger und Christian Stiller für Blackout
- 2023: Christian Kaestner für 1899
- 2024: Michael Sieber, Mathias Schreck, Michael Hockey, Nadine Schwenk und Berter Orpak für Neue Geschichten vom Pumuckl

### Ehrenauszeichnung
- 2020: Gerhard Schmidt (Filmproduzent, Drehbuchautor und Regisseur)
- 2022: Klaus Doldinger (Musiker und Komponist)[13]
- 2023: Maren Kroymann
- 2024: Michael Verhoeven (posthum) und Senta Berger